# Tomačevica
Tomačevica – wieś w Słowenii, w gminie Komen. W 2018 roku liczyła 160 mieszkańców.